# Denise Filiatrault
Pour les articles homonymes, voir Filiatrault.
Denise Filiatrault, née Marie Donalda Denise Lapointe à Montréal, le 16 mai 1931, est une comédienne, metteuse en scène, directrice de théâtre, scénariste et réalisatrice québécoise.
Au Québec, elle est surtout connue pour son rôle dans la série télévisée Moi et l'autre, puis comme réalisatrice au cinéma et metteure en scène au théâtre. Elle est créditée Denyse Filiatrault au début de sa carrière.

## Biographie
Née Marie Donalda Denise Lapointe, le 16 mai 1931 à Montréal, Denise Filiatrault est la fille de Lucien Lapointe, typographe à La Presse, et d'Évelyne Labonté. Sa mère meurt le 4 juin 1931, alors que Denise n'a que 19 jours, et son père décide alors de placer Denise pour l'adoption. Denise est adoptée par Armand Filiatrault, policier à la Ville de Montréal, et son épouse Yvonne Parent.
Denise Filiatrault commence sa carrière dans la revue musicale Coquetel 46 en 1946. À la fin des années 1940 et au début des années 1950, elle fait une carrière de chanteuse dans le monde des cabarets (entre autres, elle fait quelques apparitions au cabaret Au Faisan Doré). Elle y rencontrera Dominique Michel qui deviendra sa grande complice.
Au milieu des années 1950, elle est de la troupe Le Beu qui rit de Paul Berval, un des cabarets montréalais les plus populaires et estimés de l'époque. Elle y travaille avec Paul Berval, Denis Drouin, Jacques Lorain, Dominique Michel, Jean-Claude Deret, Odile Adam et Roger Joubert. La troupe du Beu est invitée ponctuellement à l'émission Music-hall de la télévision de Radio-Canada, présentée par Michelle Tisseyre. Denise Filiatrault y fait donc ses premières présences à la télévision. Avec Dominique Michel, elle forme un duo à succès tant dans les cabarets qu'à la télévision.
Pendant les années 1960, elle connaît un peu de succès à titre de chanteuse. En 1963, elle se joint à l'équipe de la revue musicale Zéro de conduite, composée de Dominique Michel, Jacques Desrosiers et Donald Lautrec. Elle obtient encore quelques succès (André en 1963 et Bleu, ce ciel bleu en 1964). En 1964, elle tient la vedette de la comédie musicale Le Vol rose du Flamant. Deux ans plus tard, elle enregistre Ne dis rien en duo avec Serge Laprade. En 1968, elle tient le rôle vedette de la comédie musicale Monica la mitraille de Michel Conte.  Cette même année, en compagnie de 14 autres actrices, elle participe à la création de la pièce Les Belles-sœurs de Michel Tremblay sous la direction d'André Brassard. Marquant une importante date dans l'histoire du théâtre québécois, le spectacle n'est pas sans susciter la controverse en raison de sa description d’un milieu populaire et de son utilisation du 'joual'.  Malgré tout, le succès est au rendez-vous et Denise Filiatrault travaille fréquemment par la suite avec le tandem Tremblay/Brassard.  Elle tient notamment le rôle-titre dans Lysistrata d'Aristophane adapté par Tremblay et mis en scène par Brassard. L'année d'après, elle joue dans la comédie musicale Demain matin, Montréal m'attend de Michel Tremblay (paroles) et François Dompierre (musique), toujours sous la direction de Brassard.
Toujours dans les mêmes années, elle connaît de nombreux succès dans des séries télévisées. Elle joue par exemple dans les Belles Histoires des pays d'en haut (1956-1970) et dans Moi et l'autre (1966-1971), partageant la vedette avec Dominique Michel. Elle enfile ensuite une multitude de rôles tant pour la télévision et le cinéma que pour le théâtre. Elle développe ses talents de dramaturge et de metteuse en scène à partir de son expérience d'actrice et de comédienne.
Pendant les années 1980, elle dirige le Festival Juste pour rire. Dans la décennie suivante, elle tourne son attention vers la direction artistique au théâtre, à la télévision et au cinéma. Elle dirige la mise en scène d'une nouvelle production de Demain matin, Montréal m'attend en 1995 et en 1999.
En juin 2004, elle devient la directrice artistique du Théâtre du Rideau Vert à Montréal. Elle participe comme professeure et comme directrice aux trois éditions québécoises de Star Académie. En 2010, elle est encore active surtout au niveau de la mise en scène.

## Vie privée
Le 27 mai 1959, elle épouse Jacques Lorain en la cathédrale Marie-Reine-du-Monde-et-St-Jacques-le-Majeur de Montréal . Elle est la mère des comédiennes Sophie et Danièle Lorain.

## Filmographie

### Cinéma

#### Interprète
- 1972 : Le P'tit vient vite : Carmen Ladouceur
- 1972 : Les Indrogables de Jean Beaudin
- 1973 : La Mort d'un bûcheron de Gilles Carle : Blanche Bellefeuille
- 1973 : Le Plumard en folie : Fabienne
- 1973 : Par le sang des autres : Geneviève Barthélemy
- 1973 : Il était une fois dans l'Est de André Brassard : Hélène
- 1974 : Les Beaux Dimanches de Richard Martin : Angéline
- 1975 : Gina de Denys Arcand : une actrice
- 1976 : Le Sea Horse
- 1976 : Mado de Claude Sautet : Lucienne
- 1976 : Je suis loin de toi mignonne : Florence
- 1977 : Le soleil se lève en retard d'André Brassard : Marguerite Lapointe-Beaulieu
- 1979 : Au revoir, à lundi : dame de la compagnie aérienne
- 1980 : Fantastica de Gilles Carle : Emma
- 1981 : Les Plouffe de Gilles Carle : Cécile Plouffe
- 1983 : Effraction de Daniel Duval
- 1984 : Le Crime d'Ovide Plouffe de Denys Arcand : Cécile Plouffe
- 1985 : Meurtres pour mémoire
- 1985 : Adolescente, sucre d'amour
- 1987 : Martha l'immortelle
- 1989 : Blue la magnifique (téléfilm) : Prunella
- 1990 : Imogène : les légumes maudits
- 1990 : La Fille du maquignon (téléfilm)
- 1991 : Nelligan de Robert Favreau : mère supérieure
- 1991 : Alisée : Nora / Djébel
- 2012 : Laurence Anyways de Xavier Dolan : la gérante du restaurant
- 2017 : C'est le cœur qui meurt en dernier d'Alexis Durand-Brault : Mme Lapierre
- 2019 : Menteur : chauffeuse de taxi Uber

#### Réalisatrice
- 1998 : C't'à ton tour, Laura Cadieux
- 1999 : Laura Cadieux... la suite
- 2002 : L'Odyssée d'Alice Tremblay
- 2004 : Ma vie en cinémascope

### Télévision

#### Feuilletons télévisés

##### Actrice
- 1957 - 1966 : Les Belles Histoires des pays d'en haut : Délima Poudrier-Ducresson dite « La Grande Jaune »
- 1966 - 1971 : Moi et l'autre : Denise Létourneau
- 1989 : Les Tisserands du pouvoir : Emma Leclair
- 1989 : Les Tisserands du pouvoir II : la révolte : Emma Leclair
- 1993 : Au nom du père et du fils : Laurette Lafresnière
- 1995 - 1997 : Moi et l'autre (nouvelle version) : Denise Létourneau

##### Scénariste
- 1995 : Alys Robi
- 1999 : Star de La Musique : chanteuse et chanteur en français
- 2003 - 2007 : Le Petit Monde de Laura Cadieux

#### Séries télévisées

##### Interprète
- 1954 - 1960 : Toi et moi
- 1956 : Néré Tousignant
- 1971, 1976, 1977, 1991 : Bye Bye : divers rôles
- 1975 : Rosa
- 1978 : La Télévision du bonheur
- 1978 - 1979 : La Peur du voyage
- 1979 - 1982 : Chez Denise : Denise Dussault
- 1984 - 1985 : Le 101, ouest, avenue des Pins : Denise Dussault
- 1987 : Avec un grand A, épisode Lise, Pierre et Marcel : Lola Lajoie
- 1989 : Avec un grand A, épisode Pauline et Renée : Monique
- 1990 - 1991 : Denise… aujourd'hui : Denise
- 1992 : Montréal ville ouverte : Lucie Delicato
- 2005 : Cover Girl : mère de Margarita Frontenac, de Québec
- 2018 : Les Pays d'en haut : tante Stéphanie

##### Scénariste
- 1979 - 1982 : Chez Denise
- 1984 - 1985 : Le 101, ouest, avenue des Pins
- 1990 - 1991 : Denise... aujourd'hui
- 1995 - 1997 : Moi et l'autre (nouvelle version)

## Théâtre

### Interprète
- Les Belles-Sœurs  (1968, 1969 et 1973)
- Une adaptation de Moi et l'autre[22] pour le théâtre (1969)
- Une adaptation de Lysistrata[23] par Michel Tremblay et André Brassard (1969)

### Metteuse en scène
- Le Bourgeois gentilhomme
- Marius et Fanny
- Les Leçons de Maria Callas
- Les Deux Jumeaux vénitiens
- Monsieur chasse ! (1999)
- Les Belles-Sœurs (1994)
- Mlle Julie (1995)
- Grace et Gloria (1998)
- Deux pianos, quatre mains (1999)
- Demain matin, Montréal m'attend (1995 et 1999)
- Les Belles-Sœurs, version anglaise (1999)
- Grace et Gloria, version anglaise (1999)
- Cabaret (2004)
- La Visite de la vieille dame (2005)
- My Fair Lady (2005)
- Sweet Charity (2008)
- Un violon sur le toit (2009)
- La Mélodie du bonheur (2010)
- Les Fourberies de Scapin (2011)
- Chantons sous la pluie (2012)
- Hairspray (2013)
- Sister Act (2014)

## Discographie
Voir Discographie de l'émission Moi et l'autre

## Distinctions
Au cours de sa longue carrière, plus de 70 ans, elle a reçu plusieurs prix, dont le prix du Gouverneur général pour les arts de la scène.
- 1991 - prix Victor-Morin
- 1999 - prix du Gouverneur général pour les arts de la scène.
- 2000 - officier de l'Ordre national du Québec
- 2006 - prix Jutra-Hommage
- 2016 - Médaille d'honneur de l'Assemblée nationale du Québec[24]
- 2017 - Compagne de l'Ordre des arts et des lettres du Québec[25], honneur décerné par le Conseil des arts et des lettres du Québec.
- 2017 - chevalier de l'ordre des arts et des lettres de la République française
- 2020 - compagne de l'Ordre du Canada[26]
- 2021 - création en son honneur du prix Denise-Filiatrault, un nouveau Prix du Québec destiné à souligner la contribution remarquable d'une personne au domaine des arts de la scène[27]..